# Verein für Leibesübungen von 1899 1995-1996
Questa voce raccoglie le informazioni riguardanti il Verein für Leibesübungen von 1899 nelle competizioni ufficiali della stagione 1995-1996.

## Stagione
Nella stagione 1995-1996 l'Osnabrück, allenato da Herbert Mühlenberg, concluse il campionato di Regionalliga Nord al 5º posto. In Coppa di Germania l'Osnabrück fu eliminato al primo turno dal Waldhof Mannheim.

## Rosa
| N. |                          | Ruolo | Calciatore         |
| -- | ------------------------ | ----- | ------------------ |
|    | Germania (bandiera)      | P     | Uwe Brunn          |
|    | Stati Uniti (bandiera)   | P     | Matthew McKenna    |
|    | Germania (bandiera)      | D     | Mirko Baschetti    |
|    | Germania (bandiera)      | D     | Marc Bury          |
|    | Germania (bandiera)      | D     | Nico Fehlhauer     |
|    | Germania (bandiera)      | D     | Rainer Goda        |
|    | Germania (bandiera)      | D     | Daniel Scheinhardt |
|    | Germania (bandiera)      | C     | Stefan Bernholt    |
|    | Russia (bandiera)        | C     | Igor Bulanov       |
|    | Nuova Zelanda (bandiera) | C     | Mark Burton        |
|    | Germania (bandiera)      | C     | Jörg Freybott      |

| N. |                     | Ruolo | Calciatore       |
| -- | ------------------- | ----- | ---------------- |
|    | Germania (bandiera) | C     | Ralf Heskamp     |
|    | Germania (bandiera) | C     | Holger Karp      |
|    | Germania (bandiera) | C     | Jens Pax         |
|    | Germania (bandiera) | C     | Lars Schiersand  |
|    | Germania (bandiera) | C     | Wolfgang Schütte |
|    | Germania (bandiera) | C     | Roland Twyrdy    |
|    | Serbia (bandiera)   | A     | Senad Adilovic   |
|    | Germania (bandiera) | A     | Peter Bachmann   |
|    | Germania (bandiera) | A     | Ralf Balzis      |
|    | Germania (bandiera) | A     | Kai Lammert      |
|    | Germania (bandiera) | A     | Sven Simonsen    |

## Organigramma societario
Area tecnica
- Allenatore: Herbert Mühlenberg
- Allenatore in seconda:
- Preparatore dei portieri:
- Preparatori atletici:
- Analisi video:

## Calciomercato

### Sessione estiva
| Acquisti | Acquisti          | Acquisti          | Acquisti |
| R.       | Nome              | da                | Modalità |
| -------- | ----------------- | ----------------- | -------- |
| C        | Mark Burton       | Werder Brema II   |          |
| D        | Martin Kollenberg | Arminia Bielefeld |          |
| A        | Sven Simonsen     | Werder Brema      |          |

| Cessioni | Cessioni       | Cessioni               | Cessioni |
| R.       | Nome           | a                      | Modalità |
| -------- | -------------- | ---------------------- | -------- |
| C        | Martin Giesel  | S.F. Ricklingen        |          |
| A        | Frank Hartmann | SV Damla Genc Hannover |          |
| A        | Fred Klaus     | Preußen Münster        |          |
| C        | Ronald Maul    | Arminia Bielefeld      |          |

## Risultati

### Regionalliga

#### Girone di andata
| 6 agosto 1995, ore 15:00 CEST 1ª giornata | Osnabrück | 2 – 1 | Wilhelmshaven |  |

| 9 agosto 1995, ore 18:00 CEST 2ª giornata | Eintracht Braunschweig | 3 – 1 | Osnabrück |  |

| 13 agosto 1995, ore 15:00 CEST 3ª giornata | Osnabrück | 1 – 0 | 93 Amburgo |  |

| 20 agosto 1995, ore 15:00 CEST 4ª giornata | St. Pauli II | 3 – 0 | Osnabrück |  |

| 30 agosto 1995, ore 18:00 CEST 5ª giornata | Osnabrück | 3 – 3 | Norderstedt |  |

| 3 settembre 1995, ore 15:00 CEST 6ª giornata | Cloppenburg | 1 – 1 | Osnabrück |  |

| 10 settembre 1995, ore 15:00 CEST 7ª giornata | Osnabrück | 7 – 1 | Holstein Kiel |  |

| 6 settembre 1995, ore 18:00 CEST 8ª giornata | Werder Brema II | 0 – 0 | Osnabrück |  |

| 22 settembre 1995, ore 18:00 CEST 9ª giornata | Osnabrück | 2 – 3 | Oldenburg |  |

| 6 ottobre 1995, ore 18:00 CET 10ª giornata | Kickers Emden | 1 – 0 | Osnabrück |  |

| 13 ottobre 1995, ore 18:00 CET 11ª giornata | Osnabrück | 1 – 1 | TuS Celle |  |

| 22 ottobre 1995, ore 15:00 CET 12ª giornata | Lurup | 0 – 2 | Osnabrück |  |

| 29 ottobre 1995, ore 15:00 CET 13ª giornata | Osnabrück | 1 – 1 | Amburgo II |  |

| 3 novembre 1995, ore 18:00 CET 14ª giornata | Concordia Amburgo | 0 – 1 | Osnabrück |  |

| 12 novembre 1995, ore 15:00 CET 15ª giornata | Osnabrück | 1 – 1 | Herzlake |  |

| 17 novembre 1995, ore 18:00 CET 16ª giornata | Lüneburger | 1 – 0 | Osnabrück |  |

| 3 dicembre 1995, ore 15:00 CET 17ª giornata | Osnabrück | 2 – 1 | Atlas Delmenhorst |  |

#### Girone di ritorno
| 9 dicembre 1995, ore 15:00 CET 18ª giornata | Wilhelmshaven | 0 – 0 | Osnabrück |  |

| 20 marzo 1996, ore 18:00 CET 19ª giornata | Osnabrück | 0 – 3 | Eintracht Braunschweig |  |

| 15 maggio 1996, ore 18:00 CEST 20ª giornata | 93 Amburgo | 1 – 4 | Osnabrück |  |

| 24 aprile 1996, ore 18:00 CEST 21ª giornata | Osnabrück | 2 – 1 | St. Pauli II |  |

| 4 aprile 1996, ore 18:00 CEST 22ª giornata | Norderstedt | 0 – 0 | Osnabrück |  |

| 8 aprile 1996, ore 15:00 CEST 23ª giornata | Osnabrück | 4 – 2 | Cloppenburg |  |

| 1º maggio 1996, ore 15:00 CEST 24ª giornata | Holstein Kiel | 0 – 1 | Osnabrück |  |

| 17 marzo 1996, ore 15:00 CET 25ª giornata | Osnabrück | 3 – 1 | Werder Brema II |  |

| 24 marzo 1996, ore 15:00 CET 26ª giornata | Oldenburg | 1 – 1 | Osnabrück |  |

| 29 marzo 1996, ore 18:00 CET 27ª giornata | Osnabrück | 1 – 5 | Kickers Emden |  |

| 14 aprile 1996, ore 18:00 CEST 28ª giornata | TuS Celle | 0 – 4 | Osnabrück |  |

| 21 aprile 1996, ore 15:00 CEST 29ª giornata | Osnabrück | 1 – 1 | Lurup |  |

| 28 aprile 1996, ore 15:00 CEST 30ª giornata | Amburgo II | 1 – 0 | Osnabrück |  |

| 4 maggio 1996, ore 15:00 CEST 31ª giornata | Osnabrück | 1 – 1 | Concordia Amburgo |  |

| 10 maggio 1996, ore 18:00 CEST 32ª giornata | Herzlake | 1 – 1 | Osnabrück |  |

| 19 maggio 1996, ore 15:00 CEST 33ª giornata | Osnabrück | 3 – 2 | Lüneburger |  |

| 23 maggio 1996, ore 19:30 CEST 34ª giornata | Atlas Delmenhorst | 1 – 1 | Osnabrück |  |

### Coppa di Germania
| Arbitro: | Jansen |

|  |           |                |
|  | Marcatori | 116’ Akpoborie |

## Statistiche

### Statistiche di squadra
| Competizione      | Punti | In casa | In casa | In casa | In casa | In casa | In casa | In trasferta | In trasferta | In trasferta | In trasferta | In trasferta | In trasferta | Totale | Totale | Totale | Totale | Totale | Totale | DR  |
| Competizione      | Punti | G       | V       | N       | P       | Gf      | Gs      | G            | V            | N            | P            | Gf           | Gs           | G      | V      | N      | P      | Gf     | Gs     | DR  |
| ----------------- | ----- | ------- | ------- | ------- | ------- | ------- | ------- | ------------ | ------------ | ------------ | ------------ | ------------ | ------------ | ------ | ------ | ------ | ------ | ------ | ------ | --- |
| Regionalliga Nord | 52    | 17      | 8       | 6       | 3       | 35      | 28      | 17           | 5            | 7            | 5            | 17           | 14           | 34     | 13     | 13     | 8      | 52     | 42     | +10 |
| Coppa di Germania | -     | 1       | 0       | 0       | 1       | 0       | 1       | 0            | 0            | 0            | 0            | 0            | 0            | 1      | 0      | 0      | 1      | 0      | 1      | -1  |
| Totale            | 52    | 18      | 8       | 6       | 4       | 35      | 29      | 17           | 5            | 7            | 5            | 17           | 14           | 35     | 13     | 13     | 9      | 52     | 43     | +9  |

### Andamento in campionato
| Giornata  | 1 | 2  | 3 | 4  | 5  | 6  | 7 | 8 | 9 | 10 | 11 | 12 | 13 | 14 | 15 | 16 | 17 | 18 | 19 | 20 | 21 | 22 | 23 | 24 | 25 | 26 | 27 | 28 | 29 | 30 | 31 | 32 | 33 | 34 |
| --------- | - | -- | - | -- | -- | -- | - | - | - | -- | -- | -- | -- | -- | -- | -- | -- | -- | -- | -- | -- | -- | -- | -- | -- | -- | -- | -- | -- | -- | -- | -- | -- | -- |
| Luogo     | C | T  | C | T  | C  | T  | C | T | C | T  | C  | T  | C  | T  | C  | T  | C  | T  | C  | T  | C  | T  | C  | T  | C  | T  | C  | T  | C  | T  | C  | T  | C  | T  |
| Risultato | V | P  | V | P  | N  | N  | V | N | P | P  | N  | V  | N  | V  | N  | P  | V  | N  | P  | V  | V  | N  | V  | V  | V  | N  | P  | V  | N  | P  | N  | N  | V  | N  |
| Posizione | 5 | 11 | 7 | 10 | 11 | 10 | 7 | 6 | 7 | 11 | 12 | 9  | 12 | 8  | 9  | 11 | 8  | 9  | 9  | 8  | 8  | 6  | 5  | 5  | 5  | 5  | 6  | 6  | 5  | 5  | 5  | 5  | 5  | 5  |

Legenda:

Luogo: C = Casa; T = Trasferta. Risultato: V = Vittoria; N = Pareggio; P = Sconfitta.

### Statistiche dei giocatori
| S. Adilovic    | 0 | 0 | 0 | 0 |
| P. Bachmann    | 1 | 0 | 0 | 0 |
| R. Balzis      | 1 | 0 | 0 | 0 |
| M. Baschetti   | 1 | 0 | 0 | 0 |
| S. Bernholt    | 0 | 0 | 0 | 0 |
| U. Brunn       | 0 | 0 | 0 | 0 |
| I. Bulanov     | 0 | 0 | 0 | 0 |
| M. Burton      | 1 | 0 | 0 | 0 |
| M. Bury        | 0 | 0 | 0 | 0 |
| N. Fehlhauer   | 0 | 0 | 0 | 0 |
| J. Freybott    | 0 | 0 | 0 | 0 |
| R. Goda        | 0 | 0 | 0 | 0 |
| R. Heskamp     | 1 | 0 | 1 | 0 |
| H. Karp        | 1 | 0 | 0 | 0 |
| M. Kollenberg  | 1 | 0 | 0 | 0 |
| K. Lammert     | 0 | 0 | 0 | 0 |
| M. McKenna     | 1 | 0 | 0 | 0 |
| J. Pax         | 0 | 0 | 0 | 0 |
| D. Scheinhardt | 1 | 0 | 0 | 0 |
| L. Schiersand  | 1 | 0 | 0 | 0 |
| W. Schütte     | 1 | 0 | 1 | 0 |
| S. Simonsen    | 1 | 0 | 0 | 0 |
| R. Twyrdy      | 1 | 0 | 1 | 0 |